# Estratègia competitiva
La estratègia competitiva és el pla de l'empresa per diferenciar-se de la competència i aconseguir una posició favorable en el mercat. Inclou la selecció de quins mercats enfocar i quines necessitats dels clients satisfer, així com la selecció de les activitats i recursos necessaris per a aquest objectiu. L'estratègia pot ser desenvolupada amb diferents objectius, com ara maximitzar el benefici o aconseguir lideratge en el mercat, i requereix una anàlisi dels punts forts i febles de l'empresa, les amenaces i oportunitats del mercat, i les estratègies dels competidors.

## Evolució històrica
A mitjans dels anys 80 el concepte d'informació es va modificar i des de llavors es reconeix com un recurs estratègic amb un potencial d'avantatges competitius per tal de superar a la competència. Actualment, el principal objectiu dels sistemes d'informació és assegurar supervivència i prosperitat a les institucions i/o organitzacions en un futur pròxim. Avui en dia, pràcticament totes les organitzacions incorporen la tecnologia en el seu model de negoci per tal d'aconseguir els seus objectius, millorant la seva estratègia de negoci i la competitivitat.

## Estratègia competitiva aplicada al comportament informacional
El comportament que han de tenir les organitzacions és de prendre decisions per tal de tenir una visió de futur, tot tenint en compte la cerca d'informació i usos d'aquesta que puguin dur a terme els individus. L'estratègia competitiva aplicada al comportament informacional es basaria en l'estudi de pràctiques i accions que facilitin la cerca i recuperació d'informació.
Mitjançant l'estratègia competitiva, l'organització podrà dur a terme un bon procés de presa de decisions mitjançant la planificació, organització, control i gestió dels processos interns.
El comportament informacional davant les estratègies competitives consisteix en el procés d'interacció d'una empresa o organització acompanyada de canvis per tal d'adaptar-se als continus avenços tecnològics actuals.
L'ús de les tecnologies de la informació en un món tan globalitzat dona lloc al desenvolupament de sistemes d'informació que permeten a l'empresa aconseguir avantatges competitius no només de mercat, de compravenda i d'innovació, sinó també en l'àmbit informacional de l'organització.
L'estudi del comportament informacional davant d'una estratègia competitiva servirà per a conèixer els requisits informatius de l'usuari davant qualsevol oportunitat de negoci, la manera com l'usuari busca informació per tal d'identificar les debilitats i fortaleses i dissenyar estratègies que permeti a l'organització desenvolupar competències informacionals.